# Święciny
Święciny (dodatkowa nazwa w j. niem. Neuwedel) – wieś w Polsce, położona w województwie opolskim, w powiecie opolskim, w gminie Murów. Miejscowość wchodzi w skład sołectwa Grabice.

## Historia
Do głosowania podczas plebiscytu uprawnionych było w Święcinach 190 osób, z czego 124, ok. 65,3%, stanowili mieszkańcy (w tym 123, ok. 64,7% całości, mieszkańcy urodzeni w miejscowości). Oddano 190 głosów (100% uprawnionych), w tym 190 (100%) ważnych; za Niemcami głosowało 190 osób (100%), a za Polską 0 osób (0,0%). 9 grudnia 1947 r. nadano miejscowości polską nazwę Święciny.

### Demografia
| Rok                | 1933 | 1939 | 2006 | 2007 | 2009 | 2012 |
| Liczba mieszkańców | 202  | 182  | 80   | 60   | 54   | 53   |

(Źródła:.)